# Melis (nom)
Melis ve de mel (Μέλι /méli) en grec i significa dolç, dolça. S'utilitza com a nom de dona en turc. Persones amb el nom Melis inclouen:
- Melis Alpacar - jugadora de voleibol turca
- Melis Alphan - periodista i escriptora turca
- Melis Danişmend - cantant de rock alternatiu turca
- İlknur Melis Durası - model i biòloga turca
- Karin Melis Mey - atleta turca
- Melis Sezer - tenista turca